# Francesco Dandolo
Francesco Dandolo – doża Wenecji od 1328 do 1339.

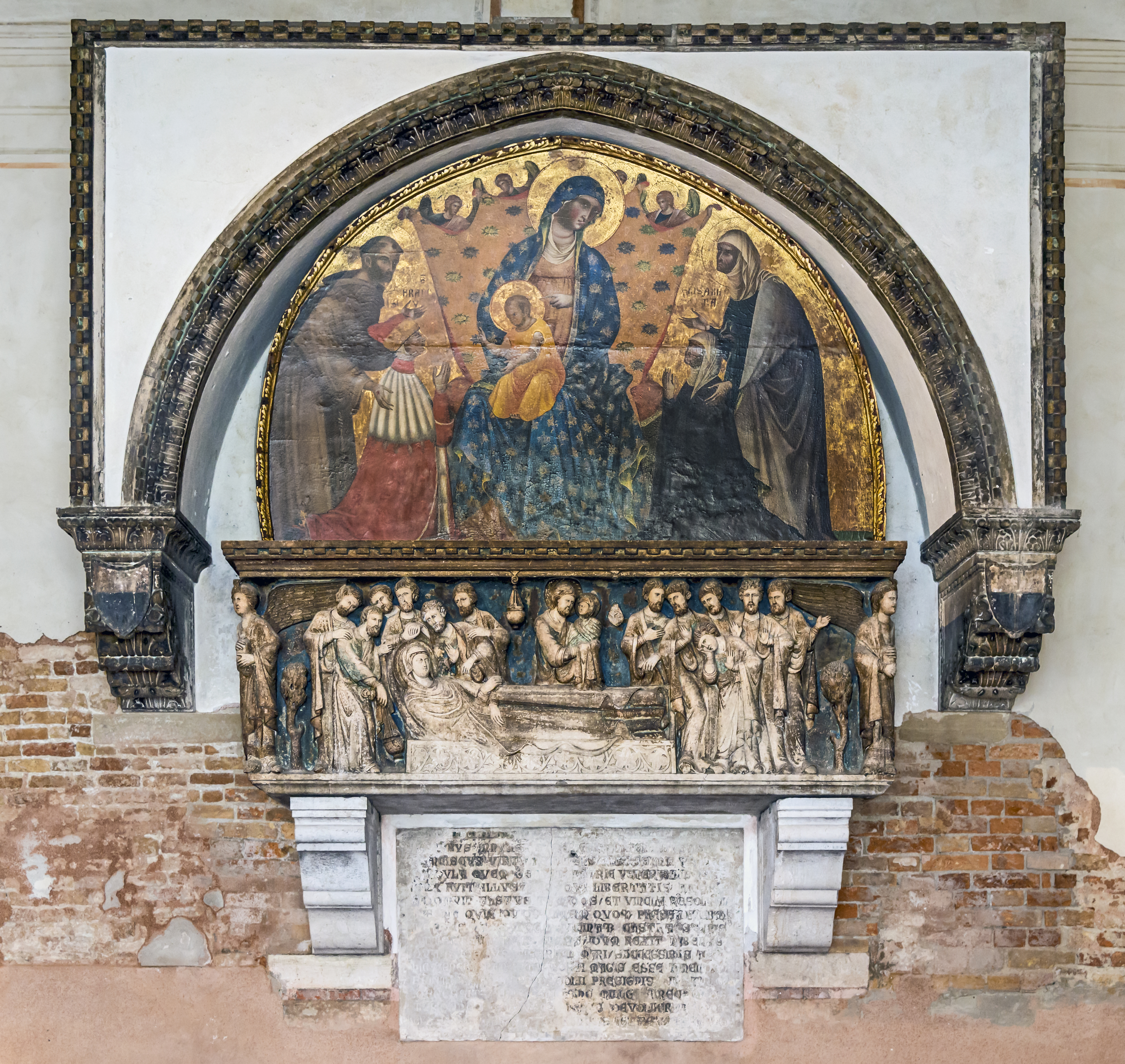
Pomnik doży Francesco Dandolo.